# Wolfgang Solz
Wolfgang Solz (* 12. Februar 1940 in Frankfurt am Main; † 24. März 2017) war ein deutscher Fußballspieler von Eintracht Frankfurt, der in den Jahren 1962 und 1964 zu zwei Einsätzen in der deutschen Fußballnationalmannschaft kam.

## Spielerkarriere

### Eintracht Frankfurt
Der Jugendspieler von Union Niederrad nahm im April 1958 mit der Jugendnationalmannschaft am UEFA-Juniorenturnier teil und erzielte als Halbstürmer beim 2:2 im Gruppenspiel gegen Belgien ein Tor. Solz wechselte 1958 in den Riederwald zu Eintracht Frankfurt. Das erste Jahr, 1958/59, verbrachte er durch die damaligen Wechselbestimmungen im „Juniorteam“ der Eintracht. Mit der Amateurauswahl des hessischen Fußballverbandes zog er im Wettbewerb des Länderpokals nach Erfolgen gegen Südwest, Südbaden und im Halbfinale am 29. März 1959 in Rüsselsheim mit 4:2 gegen Württemberg in das Endspiel ein. Das verlor Hessen am 26. April am Millerntor mit 1:4 gegen Hamburg. Peter Kunter (Eintracht Wetzlar) hütete das Tor und Erwin Stein (SpVgg Griesheim 02) war als Mittelstürmer an der Seite von Linksaußen Solz im Einsatz. Ab der Saison 1959/60 gehörte er der Oberliga-Mannschaft an. Am 6. Dezember 1959 feierte er auf Linksaußen seinen Einstand in der Oberliga Süd beim 2:2 endenden Heimspiel gegen den SSV Reutlingen 05. In seiner ersten Oberligarunde kam er auf neun Einsätze und erzielte drei Tore. Das Finale im Europapokal der Landesmeister in Glasgow gegen Real Madrid erlebte er auf der Ersatzbank im Hampden-Park am 18. Mai 1960. Der wegen seiner herausragenden Ballfertigkeit „Brasilianer“ gerufene Techniker brachte es von 1959 bis 1963 auf 69 Spiele mit 17 Toren in der Oberliga Süd. Als Aktiver war er in den Jahren 1961 und 1962 an den errungenen Vizetiteln im Süden und den folgenden Spielen in der Endrunde um die deutsche Fußballmeisterschaft beteiligt. In der Bundesliga kam er von 1963 bis 1968 auf 113 Einsätze und 46 Tore. Im Messe-Cup sammelte er in den Runden 1964/65 und 1966/67 internationale Erfahrung. Seinen letzten Einsatz in der Bundesliga hatte er am 25. Mai 1968 beim 0:0-Unentschieden beim FC Schalke 04.

### SV Darmstadt 98
Nach seinem Abschied bei Eintracht Frankfurt spielte er von 1968 bis 1971 noch drei Runden beim SV Darmstadt 98. Die ersten zwei in der Regionalliga Süd als Spieler, die Runde 1970/71 als Spielertrainer in der Amateurliga Hessen. Er holte mit den „Lilien“ die Meisterschaft und führte sie zurück in die Regionalliga.

### SpVgg Bad Homburg
Als 33-jähriger Spieler-Trainer holte er am 30. Juni 1973 mit der SpVgg Bad Homburg mit einem 1:0-Sieg gegen die Amateure des 1. FC Kaiserslautern die deutsche Amateurmeisterschaft in das hessische Heilbad am Südostrand des Taunus.

### Nationalmannschaft, 1962–1964
Zu seinem ersten Einsatz in der Nationalmannschaft kam er noch als Spieler der Oberliga Süd. Am 24. Oktober 1962 kam er als Linksaußen beim 2:2 in Stuttgart gegen Frankreich an der Seite von Uwe Seeler, Heinz Strehl und Friedhelm Konietzka zum Einsatz. Nach der Fußball-Weltmeisterschaft 1962 in Chile war für den Bundestrainer Sepp Herberger ein Neuaufbau angesagt, und dadurch kam der 22-jährige Frankfurter zu seinem Debüt im Nationaltrikot. Sein zweites Spiel in der Nationalelf bestritt er am 29. April 1964 in Ludwigshafen bei der 3:4-Niederlage gegen die Tschechoslowakei. Er bildete mit Wolfgang Overath den linken Flügel. In der Ära des Bundestrainers Helmut Schön wurde er nicht mehr in das DFB-Team berufen. In der Antrittsschnelligkeit verkörperte er nicht den Typ des Flügelflitzers; als Spielmacher drängten sich Helmut Haller, Wolfgang Overath und Günter Netzer in seinen besten Jahren auf.

## Trainer
Nach elf Titelgewinnen im Amateurbereich beendete er 1989 beim FSV Frankfurt seine Trainer-Karriere. Er galt als Meistermacher, sammelte in den Stationen Viktoria Aschaffenburg, VfR Bürstadt, FC Erbach, Rot-Weiss Frankfurt, Borussia Fulda und Hanau 93 Titel in Serie.

## Beruf
Der frühere Büroangestellte betrieb in Frankfurt eine Versicherungsagentur.